# Графство Ортенбург
Графството Ортенбург (на немски: Grafschaft Ortenburg) е имперско графство на Свещената Римска империя в Каринтия.
Графовете na Ортенбург произлизат вероятно от баварския благороднически род Хиршберг. Родът изчезва по мъжка линия през 1418 г. Графството е наследено от графовете на Целе.
Основател на рода е Адалберт I († август 1096). Той е вероятно малък син на граф Хартвиг II на долен Ампер (Дом Хиршберг) и на Авиза, дъщеря на граф Алтман фон Кюбах. Адалберт се нарича в документ от 1093 г. за пръв път „фон Ортенбург“ (Adelbertus de Hortenburc). Замъкът на рода Ортенбург се намира южно от Драва, в територията на патриарха на Аквилея.
Следващият граф e Ото I фон Ортенбург († 1147). Граф Херман II фон Ортенбург († 19 май 1256) построява през 1237 г. замък Зомерег.
Родът измира по мъжка линия през 1418 г. със смъртта на граф Фридрих III.
Баварските Ортенбурги (първоначално Ортенберги) имат с Каринтийските Ортенбурги само еднакво име; техният прародител Рапото I фон Ортенбург († 26 август 1186) е от род Спанхайми и създава клона на Имперските графове на Ортенбург в Бавария.